# انتقال (وراثة)

تعريف للانتقال والتبدال الوراثيين.

الانتقال في علم الوراثة هو طفرة نقطية يتحول فيها بيورين إلى بيورين آخر (A ↔ G) أو بيريميدين إلى بيريميدين آخر (C ↔ T)، تقريبا اثنان من ثلاث تعدد أشكال النوكليوتيدات المفردة هي تحولات.
يمكن أن تحدث التحولات بسبب نزع الأمين المؤكسد. رغم أنه تتواجد إمكانية مضاعفة للتبدالات إلا أن التحولات تظهر بشكل أكبر في الجينومات، ربما بسبب الآليات الجزيئية التي تسببهما.
5-ميثيل سايتوسين أكثر عرضة للتحول من السايتوسين غير الممثيل، بسبب عمليات نزع الأمين العشوائية. هذه الآلية مهمة لأنها تحدد ندرة المناطق CpG.